# Conus fergusoni
Conus fergusoni е вид охлюв от семейство Conidae. Възникнал е преди около 3,6 млн. години по времето на периода неоген. Видът не е застрашен от изчезване.

## Разпространение и местообитание
Разпространен е в Галапагоски острови, Гватемала, Еквадор, Колумбия, Коста Рика, Мексико (Гереро, Долна Калифорния, Мичоакан, Наярит, Оахака, Синалоа, Сонора, Халиско и Чиапас), Никарагуа, Панама, Перу, Салвадор и Хондурас.
Обитава крайбрежията и пясъчните дъна на океани, морета и заливи.